# Gelliodes truncata
Gelliodes truncata är en svampdjursart som först beskrevs av Kieschnick 1896.  Gelliodes truncata ingår i släktet Gelliodes och familjen Niphatidae. Inga underarter finns listade i Catalogue of Life.